# NGC 6842
NGC 6842 ist ein planetarischer Nebel im Sternbild Fuchs. 
Das Objekt wurde am 28. Juni 1863 von dem Astronomen Albert Marth entdeckt.